# كريستوفر نيلسن
كريستوفر نيلسن (23 مايو 1901 – 6 سبتمبر 1975) هو ملاكم نرويجي راحل، مثّل بلاده في الألعاب الأولمبية الصيفية 1924.

## روابط خارجية
كريستوفر نيلسن على موقع أوليمبيديا (الإنجليزية)